# Proszowa
Proszowa is een plaats in het Poolse district  Lwówecki, woiwodschap Neder-Silezië. De plaats maakt deel uit van de gemeente Mirsk en telt 139 inwoners.

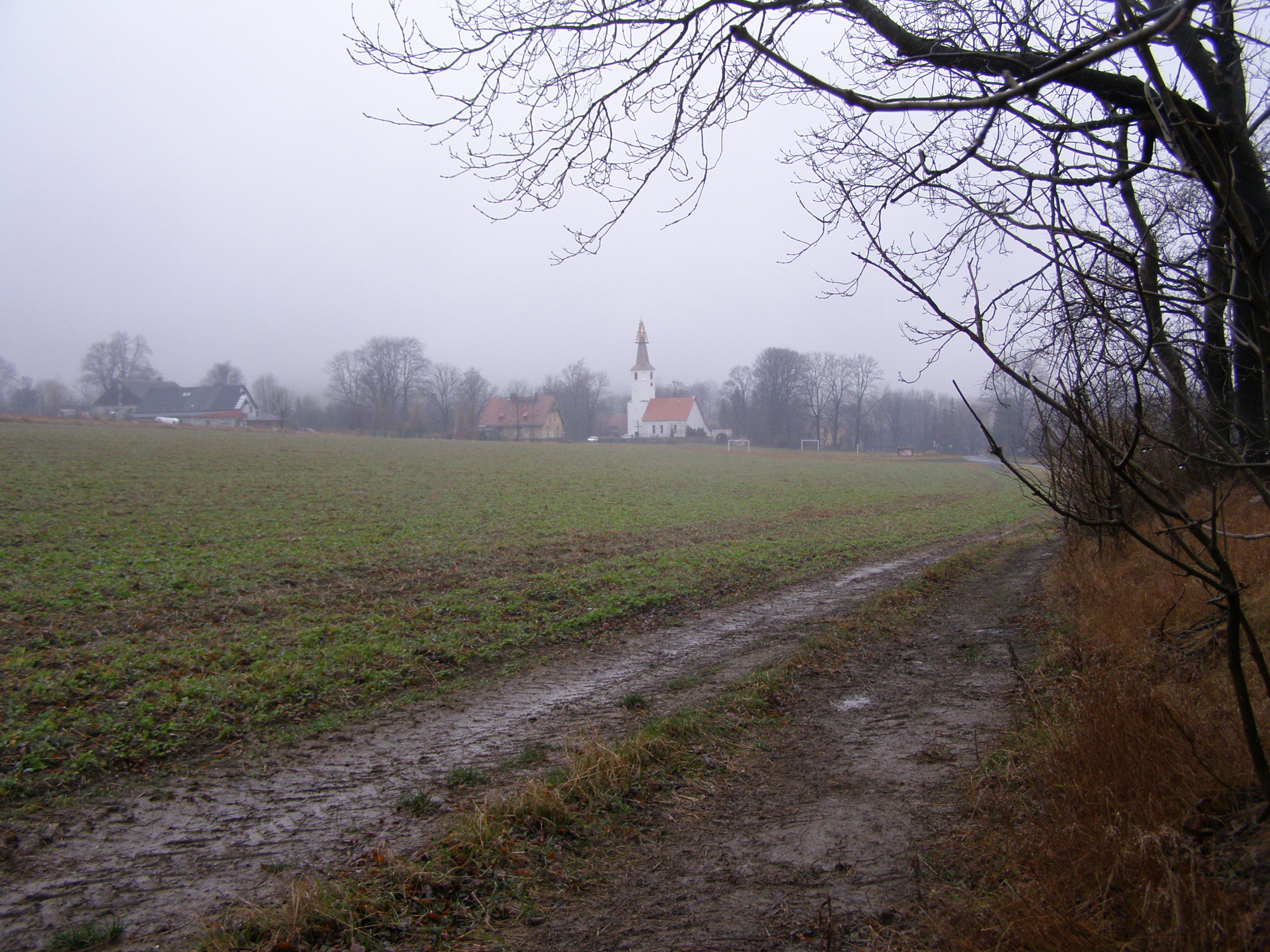
Kerkenpad van Boza Gora naar Proszowa